# Strongylosoma petersii
Strongylosoma petersii är en mångfotingart som beskrevs av Koch 1865. Strongylosoma petersii ingår i släktet Strongylosoma och familjen orangeridubbelfotingar. Inga underarter finns listade i Catalogue of Life.